# احمد اشرف
احمد اشرف (زادهٔ ۱۳۱۳) نویسنده و جامعه‌شناس ایرانی است که در دانشگاه‌های پنسیلوانیا، کلمبیا، پرینستون و تهران، به تدریس جامعه‌شناسی و تاریخ اجتماعی ایران پرداخته‌است. تاکنون چند کتاب و نیز مقالات متعددی از او منتشر شده، از جمله کتاب موانع تاریخی رشد سرمایه‌داری در ایران: دورهٔ قاجاریه که در سال ۱۳۵۹ توسط انتشارات «زمینه» به چاپ رسیده‌است. موضوعات مطرح‌شده در آثار او عبارت‌اند از: سلسله‌مراتب اجتماعی در ایران، سنت و مدرنیته، هویت ملی ایرانیان، روابط زراعی در ایران و رهبری کاریزماتیک و حکومت تئوکراتیک (دین‌سالار) در ایران پس از انقلاب.
اشرف در هیئت ویراستاران نشریاتی چون مطالعات ایران، ژورنال بین‌المللی سیاست، فرهنگ و جامعه و ایران‌نامه به کار مشغول بوده‌است و از سردبیران ارشد دانشنامهٔ ایرانیکا است. از تألیفات او در دانشنامهٔ ایرانیکا می‌توان مقالاتی چون «هویت ایرانی در طول تاریخ» و «نظام طبقاتی در ایران» (به‌همراه علی بنوعزیزی) را نام برد. «کارنامه علمی احمد اشرف» در مردم نامه، شماره هشتم و نهم، ۱۳۹۷، منتشر شد.
وی برادر حمید اشرف رهبر کشته شدهٔ سازمان چریک های فدایی خلق ایران است.

## آثار تألیف‌شده یا ترجمه‌شده به فارسی
- موانع تاریخی رشد سرمایه‌داری در ایران: دورهٔ قاجاریه، تهران: انتشارات زمینه، ۱۳۵۹.
- احمد اشرف، علی بنوعزیزی، طبقات اجتماعی، دولت و انقلاب در ایران. تهران: انتشارات نیلوفر، ۱۳۸۸. ترجمهٔ سهیلا ترابی فارسانی.
- احمد اشرف، یرواند آبراهامیان، همایون کاتوزیان، جستارهایی دربارهٔ تئوری توطئه در ایران. تهران: نشر نی، ۱۳۸۶. ترجمهٔ محمدابراهیم فتاحی.
- احمد اشرف، هویت ایرانی؛ از دوران باستان تا پایان پهلوی، به همراه دو مقاله از: گراردو نیولی و شاپور شهبازی، گردآوری و ترجمه از حمید احمدی، تهران، نشر نی، ۱۳۹۵ (چاپ هشتم ۱۳۹۸)، شابک: 0-450-185-964-978